# هیدئو فوجیماتو (کشتی‌گیر)
هیدئو فوجیماتو (انگلیسی: Hideo Fujimoto؛ زادهٔ ۲۴ ژوئن ۱۹۴۴) کشتی‌گیر اهل ژاپن بود.
وی در مسابقات کشوری و بین‌المللی در مجموع برندهٔ ۱ مدال طلا، ۱ مدال نقره، ۲ مدال برنز شده‌است.